# Zawadiwka (obwód kijowski)
Zawadiwka (ukr. Завадівка) – wieś na Ukrainie, w obwodzie kijowskim, w rejonie białocerkiewskim, w hromadzie Wołodarka. W 2001 liczyła 883 mieszkańców, spośród których 872 wskazało jako ojczysty język ukraiński, 10 rosyjski, a 1 białoruski.